# Мистрийт
Mistreat е финландска RAC група, основана през 1988 година в град Коувола.

## Състав

### Текущи членове
- Муке – китара, вокал
- Пете – бас-китара
- Миика – китара
- Атте – барабани

### Бивши членове
- Йонне – барабани
- Паул – барабани
- Йосе – барабани, китара
- Арска – китара
- Кайтсу – бас-китара
- Яке – бас-китара
- Суйкканен – китара
- Speedy – китара

## Дискография
- 1990 – Mistreat-EP
- 1995 – Faith and fury
- 1997 – The Flame From The North
- 1997 – "Waffenbrüder" (съвместен албум с немската група Kraftschlag)
- 2000 – Battle Cry
- 2001 – Ultimate Mistreat
- 2001 – "Beer bottles & Hockey sticks" (съвместен албум с американската група Bound for Glory)
- 2002 – "Best of…"
- 2003 – Unfinished Business
- 2005 – Never forgive-never forget
- 2014 - Greatest Hits
- 2018 - Heartless Bastards
- 2019 - "The Rough - The Rare & The Rock-O-Rama Recordings"
- 2020 - Patriotic Tunes
- 2020 - Pro Patria Fiant Eximia